# Metasia homogama
Metasia homogama is een vlinder uit de familie van de grasmotten (Crambidae), uit de onderfamilie van de Spilomelinae. De wetenschappelijke naam van deze soort is voor het eerst voorgesteld als Eurycreon homogama door Edward Meyrick in een publicatie uit 1887.
De soort komt voor in Australië.